# Téry-csúcs
A Téry-csúcs a Fecske-torony északnyugati szomszédja. Első megmászó: Dőry Gy., 1901. VII. 17. 
A Fecske-toronynak északnyugati szomszédja a Téri-csúcs. A Zöld-tó felől nézve e két orom összefüggő tömeget alkotó és egymással egyenrangú csúcspárnak látszik. Az Öt-tó oldalán ellenben élesen különíti el egymástól a két hegy testét a köztük fekvő Pawlikowski-résből aláhúzódó mély szakadék s amellett azonnal szembeötlő, hogy a Fecsketorony a Téry-csúcsnál jóval hatalmasabb tömegű. A Téry-csúcsot északnyugati szomszédjától - az Egenhoffer-csúcstól - az Egenhoffer-rés választja el. 
Első megmászója: Dőri Gy. 1901. július 17-én (a 3 úton). 

## Megközelítése
1. Északnyugati gerinc (az Egenhoffer-résből). 
Könnyű; az Egenhoffer-rés 1 útjával kapcsolatban a csúcs legkönnyebbik útvonala. 
A csorbából jól lépcsőzött gerinc visz fel a csúcsra (20 p.). 
(Dőri Gy., 1902 VI. 13.) 
2. Délnyugati fal (az Öt-tótól). 
Helyenként meglehetősen nehéz. 
Az Öt-tó felé domború hátként erősen előugró fal alsó szakaszát, szélességének közepén, egy kb. 60 m hosszú, egyenesen a csúcs irányában futó meredek vályú szeli át. Beszállás a sziklákba ennél a vályúnál. Eleinte a vályú bal, majd jobb oldalán mászunk fel, míg legfelül a vályú végén beékelt tömb mellett balról jutunk fel a vályú feletti törmelékes öblösödésbe. E törmelékes medret végéig követjük. Felső befejeződésétől egy alacsony bordácskán átkelünk a fal felsőbb, lépcsőzött terepére, ahonnan a kissé jobbról fent látható meredek felszökéseken, kb. a fal közepén, választjuk a további utat. Kitett részleteken át egy vályúhoz jutunk, amely a déli mellékgerinc felé rohamosan emelkedve, ennek áthajlásai alá visz fel. Itt e déli tarajjal párhuzamosan a csúcs felé (balra) húzódó párkányrendszer kezdeténél állunk. E párkányrendszert (ahol alsó és felső padra oszlik, onnan a felső padot) követjük egészen a csúcsig. (A beszállástól 13/4 ó.) 
(Grósz Alfréd és Lingsch Gy. 1925 VIII. 23.) 
3. Délkeleti gerinc (a Pawlikowski-résből). 
Könnyű. 
Télen: (megjegyzés nélkül). 
A Pawlikowski-rés ÉNy nyílásából a DK gerincnek öt-tavi oldalában - kevéssel a gerinc magaslata alatt - füves padokon fel; egy rövid, könnyű hasadékban fel egy kis bemetszésbe és balról fel a déli oromra, amelyről a vízszintes tetőél átvisz az északi oromra (15 p.). 
(Ellentétben a magában véve könnyű gerinccel, a Pawlikowski-rés megközelítése mindkét oldaláról többnyire nehéz.] 
4. Északkeletről (a Zöld-tótól). 
Tájilag igen szép, kissé nehéz, de az alsó falrészlet törékenysége miatt nagy óvatosságot igénylő útvonal. 
A Fecske-torony - Téry-csúcs tömege a Zöld-tó felé (a Nagy Papirusz-völgy és a Rézpad-katlan között) egy messze kiugró hátat bocsát ki, amely végül meredek homlokfallal szakad le a völgyfenékhez. Beszállás a homlokfal bal sarkában, egy kis törmelékes beszögellésnél (a Zöld-tótól 11/4 ó.). Innen kiindulva füves padok húzódnak a falban balról jobbra fel. A fal tetejét néhány sziklakiugrás koronázza, melyek közül a középső feltűnően kocka alakú. A beszállástól követjük a jobbra emelkedő, törmelékes-füves padot (törékeny kőzet ; egy különösen törékeny helyet jobbról kívülről járunk körül. A padok később egy törmelékes vályúba mennek át, amely egyenesen felfele húzódik. A vályú fentebb meredekebbé válik, simára mosott de jól lépcsőzött kőzettel, s végül egy kis katlanba visz fel, a fent említett kocka alakú sziklakiugrás alatt. A katlanból a vályú folytatásában jobbra fel s szorosan a kőkocka áthajlása alatt a borda élére, ahol a vályú véget ér. A borda túloldalán négy métert lebocsátkozunk egy törékeny vályúba, amelynek túloldalán rendkívül laza tömbökön és törékeny sziklákon felkapaszkodva, jobbról feljutunk a kockás sziklakiugrás tetejére, amely tágas, hajtott füves-törmelékes lejtőt képez (a beszállástól 1 ó.). Felettünk a terep teljesen ellaposodik, füves-törmelékes és mindenütt egész könnyen járható. Legcélszerűbb, ha utunk irányát a felettünk legmagasabbra kiugró toronyszerű sziklacsoporttól jobbra vesszük; füvön, törmeléken s rövid vályúkban menve tovább, egy igen nagy kiterjedésű, hajlott omladékmezőre jutunk fel, amely kb. a Papiruszcsúcs magasságban fekszik. (Az omladékmezőt balra keresztezve, nehézség nélkül bejuthatunk abba a szakadékba, amely a Pawlikowski-réshez húzódik fel.) Az omladékmező felett fekete, magas, piramisszerű fal szökik fel, amely a Téry-csúcsnak előugrását képezi. A fal közepén át jó lépcsőkön zeg-zugban fel a fal legmagasabb pontjához (1 ó.; kb. a Késmárki csúcs magasságában). Innen egy mérsékelten emelkedő oldalgerinc - DNy irányban - egyenesen felvisz a csúcsra (10 p.; a Zöld-tótól összesen 31/2 ó.). 
(Dr. Komarnicki Gyula 1912 VIII. 20.) 
5. Északi fal (a Nagy Papiruszvölgyből). 
Meglehetős nehéz. 
A Téry-csúcstól a Téryhorhoshoz ereszkedő soktornyú gerinc északra, a Nagy Papirusz-völgybe, hatalmas, széles fallal ereszkedik alá, amelyhez tompa szögben támaszkodnak a Téry-csúcsból a Zöldtó felé messze kiugró hátnak északi letörései. 
Ama pontnál, ahol e hátnak északi letörései a gerincvonulat északi falával egyesülnek, a fal legalsóbb - közvetlenül a törmelék felett levő - részében egy meglehetős széles, törmelékkel vagy hóval fedett, lejtós terasz fekszik (kb. 2220 m). Ennek jobb (nyugati) végéről a falba egy jellegzetes, bár igen rövid szakadékocska vezet, amely átfüggő letörések tövében végződik. Innen egy rézsút balra emelkedő, a völgyből is jól látható, vályúszerű lapos szögellés indul ki, amely a fal egyharmad magasságában egy széles horpadásba torkollik. E kb. 120 m magas, kedvezőtlen rétegeződésű tablókból álló szögellés az egész út legnehezebb része. A szögellés végül egy igen meredek, kis szakadékba megy át. Többnyire az ezt balról kísérő bordán, részben magában a szakadékban megyünk tovább. Kb. 2360 m magasságban elérjük a fentebb említett horpadás alját. A horpadásban két szakadék vonul végig, melyeket egy borda választ el egymástól. Innen vagy a bal oldali szakadékot követük amely fentebb mind kifejezettebbé válva, végül a Téry-csúcs és az Egenhoffer-csúcs között fekvő Egenhoffer-résre juttat (kb. 2535 m ; innen tovább az ÉNy gerincen a csúcsra: lásd 1 alatt); vagy pedig a szakadéktól balra, törmelékes padokon emelkedünk, egyenesen a csúcs falának irányában. Utóbbi esetben végül a csúcs ÉK oldalgerincére jutunk, amelyen csakhamar elérjük a csúcsot (31/2 ó.). 
(Dr. Z. Klemensiewicz, R. Kordys és J. Maślanka, 1911 VIII. 14.)